# City of Lover
City of Lover fue un concierto único de la cantante y compositora estadounidense Taylor Swift, celebrado en el Olympia de París, Francia, el 9 de septiembre de 2019. Tuvo lugar poco más de dos semanas después del lanzamiento del séptimo álbum de estudio de Swift, Lover (2019). El concierto estaba reservado para fanáticos que habían ganado entradas a través de concursos en línea o compras del álbum. La lista de canciones consistió en 16 temas, con ocho de Lover y ocho de otros álbumes de Swift. City of Lover duró una hora y fue el único concierto que Swift realizó para promocionar Lover, después de que la planeada sexta gira de conciertos, Lover Fest, fuera cancelada debido a la pandemia de COVID-19. El 15 de mayo de 2020, se emitió un especial de televisión titulado Taylor Swift: City of Lover, filmado durante el concierto, en la cadena ABC en Estados Unidos. En comparación con el concierto original, el especial de televisión solo incluyó las ocho canciones de Lover y tuvo una duración de 42 minutos, incluyendo comerciales.
City of Lover y su especial de televisión correspondiente recibieron críticas positivas de las publicaciones de medios, que elogiaron la presencia escénica de Swift y su compromiso íntimo con los fanáticos. Sin embargo, algunos críticos se quejaron de que el especial de televisión debería haber incluido el set completo de dieciséis canciones en lugar de solo las ocho de Lover. Algunas publicaciones destacaron que el concierto de Swift en el Olympia, un recinto con capacidad para 2,000 personas, fue un movimiento raro para ella después de su Reputation Stadium Tour de 2018, que agotó entradas en lugares con capacidades mucho mayores. El especial de televisión estuvo disponible en Hulu y Disney+ durante algunas semanas a partir del 16 de mayo de 2020. Un álbum en vivo, titulado Lover (Live from Paris) y que contiene las actuaciones del especial, fue lanzado en una edición limitada en vinilo LP para el Día de San Valentín el 14 de febrero de 2023.

## Antecedentes
La cantante y compositora estadounidense Taylor Swift lanzó su séptimo álbum de estudio, Lover, el 23 de agosto de 2019 a través de Republic Records. Descrito por Swift como una «carta de amor al amor mismo», Lover explora el «espectro completo del amor», inspirado en las conexiones con los fanáticos durante su Reputation Stadium Tour (2018). El álbum recibió críticas positivas de los críticos, quienes elogiaron la composición de Swift por mostrar su madurez como artista. Disfrutó de un éxito comercial, alcanzando la cima de las listas de álbumes en países como Australia, Canadá, Irlanda, Países Bajos, Portugal, España, Reino Unido y Estados Unidos, y fue el álbum más vendido por un artista solista en 2019.
Para celebrar el lanzamiento del álbum, Swift realizó el City of Lover, un concierto único en el Olympia de París, Francia, el 9 de septiembre de 2019. Antes del evento, las entradas no estaban disponibles para el público, sino que se reservaron para fanáticos que habían comprado el álbum para participar en concursos en línea desde 37 países seleccionados alrededor del mundo. Debido al secreto del evento entre los fanáticos seleccionados, no hubo campañas promocionales extensas para él. City of Lover fue el único concierto que Swift realizó en una sala de música para acompañar Lover, después de que la planeada gira de conciertos Lover Fest fuera cancelada debido a la pandemia de COVID-19.
City of Lover marcó el primer concierto de Swift en una sala de música en Francia desde su Speak Now World Tour en 2011. También había realizado una pequeña presentación en un barco por el Sena en 2013 para interpretar canciones de Red. Antes de esto, Swift no había tenido un éxito comercial en Francia al mismo nivel que en Estados Unidos o el este de Asia; durante su primera semana de lanzamiento, Lover vendió 7,500 copias en Francia, en comparación con un millón de unidades en China o casi 700,000 copias en Estados Unidos. Swift dijo a Le Parisien en una entrevista de mayo de 2019 que consideraba una «prioridad» realizar un concierto nuevamente en Francia después de ocho años.

## Sinopsis del concierto

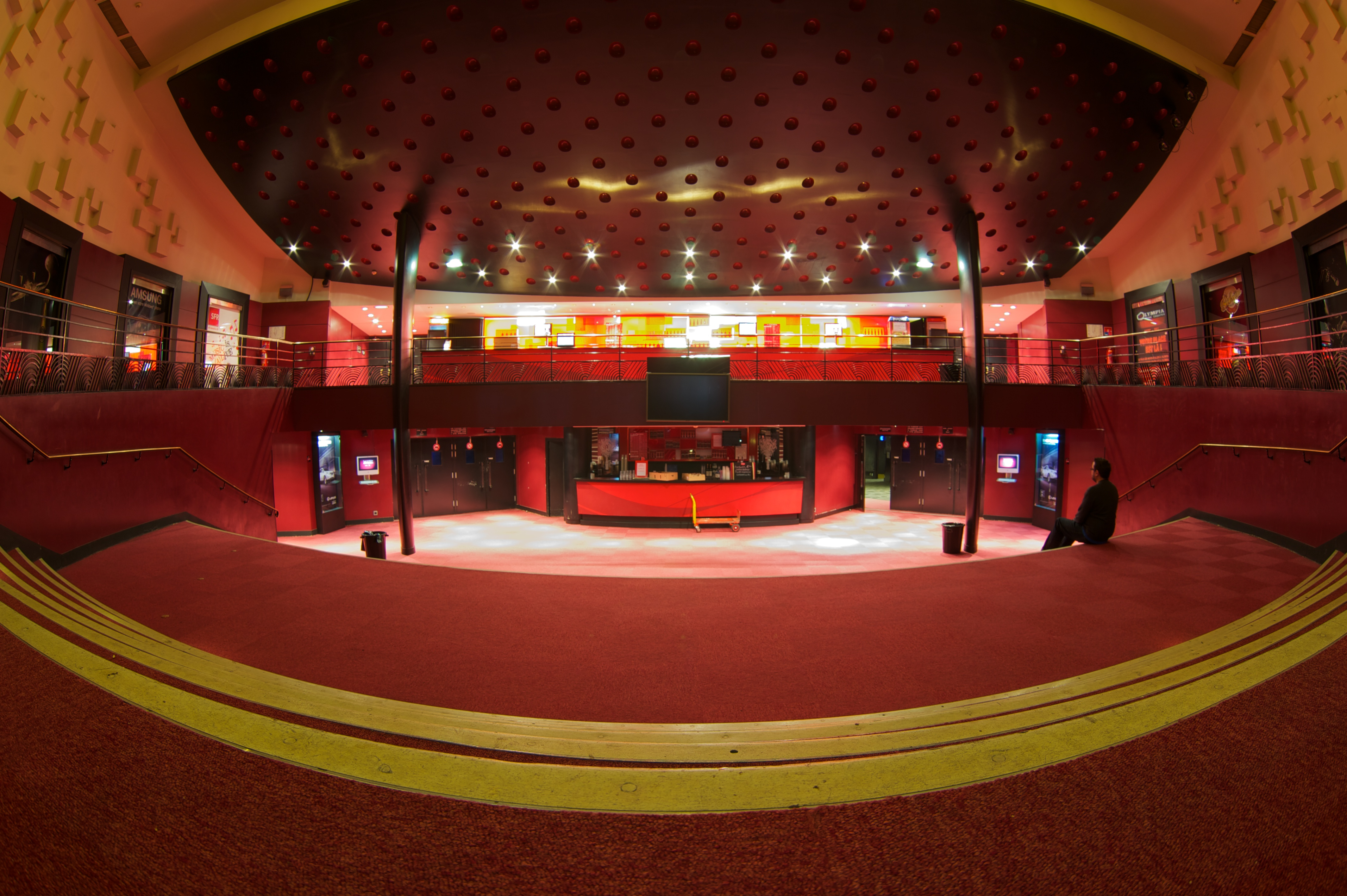
El concierto se celebró en el Olympia de París (imagen del interior).

El título del concierto juega con el apodo de París como la «Ciudad del Amor». Hubo un total de aproximadamente 2,000 asistentes, todos ellos ganaron entradas para el concierto a través de concursos en línea o compras del álbum. La lista de canciones del concierto está compuesta principalmente por temas de Lover, incluyendo los sencillos «Me!», «You Need to Calm Down», «Lover», «The Man», y las canciones del álbum «The Archer», «Death by a Thousand Cuts», «Cornelia Street» y «Daylight». A los asistentes se les dieron pulseras iluminadas con LED que parpadeaban y destellaban al compás de cada canción que interpretaba Swift.
Después de abrir el concierto con «Me!», Swift saludó al público en francés, «¡Bonsoir Paris! Je suis Taylor, enchantée!», antes de cambiar al inglés. Luego interpretó «Blank Space» (de su álbum de 2014, 1989) y «I Knew You Were Trouble» (de su álbum de 2012, Red). Continuó con «The Archer», sobre una densa reverberación de sintetizador, antes de interpretar dos canciones de su catálogo anterior: «Love Story» (de su álbum de 2008, Fearless) y «Delicate» (de su álbum de 2017, Reputation). Después de «Delicate», Swift explicó al público su proceso de composición y les presentó una «sesión acústica» que incluyó canciones que interpretó con una guitarra acústica y un piano: «Con este álbum, todo lo que escribí, lo escribí con un instrumento. Lo escribí con mi guitarra o con mi piano, así que pensé que quería probarlas para ustedes. Cantar de la misma manera esta noche, en vivo, porque es la primera vez que las toco frente a ustedes».
Durante la sesión acústica de seis canciones, Swift interpretó versiones simplificadas de «Death by a Thousand Cuts», «Cornelia Street» y «The Man». Entre cada canción, Swift compartió con el público la inspiración y el contexto de su composición. Luego interpretó dos canciones de Red: «Red» y «All Too Well» en un piano de cola. Continuó con «Daylight» antes de adoptar un sonido más animado para «Style» (de 1989). Dos canciones de Lover—«You Need to Calm Down» y «Lover»—siguieron, antes de que el concierto concluyera con «Shake It Off», el sencillo principal de 1989. El concierto City of Lover terminó sin un encore.

## Estrenos de vídeo y música
El 17 de mayo de 2020, el concierto fue transmitido como un especial de una hora, titulado Taylor Swift: City of Lover, en ABC. Al día siguiente, estuvo disponible para transmisión a la carta en Hulu y Disney+. Las publicaciones de medios opinaron que el lanzamiento se debió a la pandemia de COVID-19, que llevó a que la planeada gira Lover Fest para promocionar Lover fuera pospuesta y finalmente cancelada. Mientras que el concierto original consistió en 16 canciones y duró una hora, el especial de televisión solo incluyó las ocho canciones de Lover y tuvo una duración de 42 minutos (incluyendo comerciales). El estreno en ABC atrajo a 3.63 millones de espectadores, lo que The Hollywood Reporter describió como «números regulares». Tras el estreno en ABC, las versiones en vivo de las canciones de Lover fueron lanzadas en plataformas de música digital y streaming, excepto «The Man», que había sido lanzada previamente el 18 de febrero de 2020. Swift lanzó un set de dos vinilos en forma de corazón con las canciones en vivo de Lover para el Día de San Valentín en 2023, titulado Lover (Live from Paris).

### Personal
- Taylor Swift, vocalista
- Max Bernstein, guitarrista y tecladista
- Matt Billingslea, baterista
- David Cook, tecladista
- Jeslyn Gorman, vocalista de fondo
- Amos Heller, bajista
- Kamilah Marshall, vocalista de fondo
- Mike Meadows, guitarrista y tecladista
- Melanie Nyema, vocalista de fondo
- Paul Sidoti, guitarrista
- Eliotte Woodford, vocalista de fondo

## Recepción
Al finalizar, City of Lover recibió comentarios positivos de la prensa europea. La mayoría de los críticos destacaron especialmente la sesión acústica, que mostró las habilidades de composición de Swift y sus conexiones íntimas con el público. El webzine francés Melty la calificó como una «noche memorable». Las reseñas de las publicaciones británicas NME, the i y The Times le dieron al concierto una calificación de cinco estrellas. Hannah Mylrea de NME elogió la presencia escénica de Swift, su voz durante los números acústicos y su interacción íntima con el público. Sarah Carson de the i consideró a Swift una «intérprete segura y dominante» con una actitud más relajada y segura de sí misma. Carson apreció la decisión de Swift de tocar en el Olympia, con capacidad para 2,000 personas, en lugar de estadios como en su gira mundial anterior, Reputation Stadium Tour (2018), lo que fomentó un ambiente íntimo con los fanáticos. Will Hodgkinson de The Times aplaudió a Swift por «aparecer desprotegida mientras seguía siendo completamente profesional, y eso te atraía hacia ella». En un artículo para la revista francesa Les Inrockuptibles, Ahlem Khattab señaló que Swift había tenido un éxito comercial limitado en Francia, porque priorizaba los países de habla inglesa y el este de Asia. A través del concierto City of Lover, Swift demostró ser una músico e intérprete capaz, lo que podría allanar el camino hacia el éxito en Francia. El periodista de Le Monde, Stéphane Davet, fue escéptico sobre si City of Lover podría convertir a Swift en una estrella del pop en Francia, pero concluyó que «no importa».
El especial de televisión de ABC recibió críticas positivas en la prensa estadounidense, aunque algunos críticos sintieron que los 42 minutos de duración eran demasiado cortos. Chris Willman de Variety elogió las habilidades de Swift para contar historias tanto a través de sus canciones como de sus conversaciones sobre la concepción de su música entre bastidores. También alabó la apariencia simple de Swift con un vestido negro y botas negras, y la iluminación mínima, lo que fomentaba un ambiente íntimo. En The Philadelphia Inquirer, Dan DeLuca consideró que el concierto mostraba el «don de Swift para casar historias personales con ganchos pop innegables», pero sintió que los 42 minutos de duración no fueron efectivos para promocionar Lover, un «álbum que ya no es tan nuevo», y que el especial de televisión debería haber incluido toda la lista de canciones. En un artículo de 2021 que conmemoraba el segundo aniversario de Lover, USA Today consideró «Cornelia Street» un punto destacado de City of Lover: «Algo en la energía cruda de esta versión y la conexión de Swift con su audiencia nos rompe el corazón porque nunca ocurrió una gira 'Lover Fest'».

## Lista de canciones
Esta es la lista de canciones del concierto City of Lover.
1. «Me!»
2. «Blank Space»
3. «I Knew You Were Trouble»
4. «The Archer»
5. «Love Story»
6. «Delicate»
7. «Death by a Thousand Cuts»
8. «Cornelia Street»
9. «The Man»
10. «All Too Well»
11. «Red»
12. «Daylight»
13. «Style»
14. «You Need to Calm Down»
15. «Lover»
16. «Shake It Off»